# برایان هاینز
برایان هاینز (به انگلیسی: Bryan Hines) (زادهٔ ۱۴ مه ۱۸۹۶ میلادی – درگذشتهٔ ۱۰ سپتامبر ۱۹۶۴ میلادی) کشتی‌گیر آمریکایی و دارندهٔ مدال المپیک بود؛ وی در بازی‌های المپیک تابستانی ۱۹۲۴ در پاریس شرکت کرد و به مدال برنز دست یافت.